# Leonieke Toering
Leonieke Toering (Leidschendam, 1978), is een Nederlandse zangeres en stemactrice. Zij woont en werkt in de Nederlandse provincie Groningen.

## Biografie
Leonieke groeide op in Assen en rondde daar het Atheneum af op 'CS Vincent van Gogh'. Zij kreeg van jongs af aan AMV- en Orff lessen. Tot haar 17e volgde ze dwarsfluitlessen en zanglessen aan het ICO. Zowel op school als later aan de USVA in Groningen zong ze in verschillende koren en amateurmusicals. Ze nam deel aan het prinses Christina Concours met een nummer uit ‘Les Misèrables’.
In 2003 studeerde Leonieke af aan de Rijksuniversiteit Groningen (Engelse Taal en Letterkunde).
In 2004 maakte ze deel uit van een theatergezelschap in Spoleto (Italië), bij ‘LaMama’ (Ellen Stewart). Ook in de zomer van 2005 speelde en zong ze bij LaMama. Zo kwam zij in aanraking met de Italiaanse volksmuziek. Met diverse muzikanten uit Turijn en Groningen (‘Branca Leone Trio’ en ‘Branca Leone Gruppo’) trad ze een aantal jaren op en er werd een cd opgenomen.
Tijdens een vakantie in New York speelde ze op straat in 'The Italian district' en verkocht deze cd's. ook in Italië volgden verschillende projecten en optredens. Nog steeds zijn er Italiaanse nummers te horen in het repertoire van Lenny & Junior; het folkduo dat ze vormt met Marcel Alkema, met wie ze sinds 2011 geregeld optreedt. Hierbij speelt ze ook dwarsfluit.

## Bands
De bands waarin Leonieke zong zijn: The Touring Hoodoos, Saucyspoon, O-Bat, en Oyster. Haar huidige popband is Leap (sinds 2017), met Eric Poort (drums) en Peter Millenaar (bas). De band neemt deel aan de Popronde, het Rooie Oortjes Festival, speelt op festival Art Carnivale en tijdens ESNS. Ze nemen vijf nummers op in twee studio’s. Vanaf eind 2020 zingt en speelt Leonieke in het trio Anamesa, waarin naast nummers uit Servië, Mongolië en Griekenland ook het Italiaanse repertoire weer terugkeert.

## Schrijven
In 2017 en 2018 is Leonieke lid van ‘Club Proza’, een schrijverscollectief dat maandelijks nieuw, eigen werk voordraagt in de Kroeg van Klaas. In 2019 brengt Leonieke haar dichtbundel ‘Weggooiangst’ uit. Daarop treedt zij op bij Dichters in de Prinsentuin. Door het ‘Boreas duo’ wordt zij gevraagd om hun klassieke nummers af te wisselen met haar teksten. Er volgen verschillende optredens. Het Boreas Duo is: Johanna Varner (cello), en Dick Toering (gitaar).

## Discografie
- 2008 Branca Leone Trio (CD)
- 2011 Backing vocals bij Saucyspoon (Michiel Hoving. Uitgebracht op Bandcamp)
- 2012 Sweetwicked (I.s.m. Renger Koning, uitgebracht op Soundcloud)
- 2012 Single ‘I love you, happy or blue’ videoclip (uitgebracht op Vimeo)
- 2013 Videoclip ‘Failure’ van Obed Brinkman
- 2013 Vocals en backing vocals op LP ‘La Stella Morta’ (Obed Brinkman)
- 2014 Lenny & Junior (EP i.s.m. Marcel Alkema)
- 2014 Tracks van Oyster: https://oystermusic.bandcamp.com/
- 2016 Single ‘Waves’ videoclip uitgebracht op Youtube (I.s.m. Eric Poort)
- 2017 Tracks van Leap (Uitgebracht op Bandcamp)
- 2019 Tracks van Leap. (Uitgebracht op Soundcloud)
- 2019 Poëziebundel ‘Weggooiangst’
- 2021 Videoclip met Anamesa in het kerkje van Fransum (Uitgebracht op Youtube)